# Třída Mihaši
Třída Mihashi je třída hlídkových lodí japonské pobřežní stráže. Celkem bylo postaveno čtyři jednotek této třídy.

## Stavba
Celkem byly v letech 1987–1991 postaveny čtyři jednotky této třídy. První a třetí postavila loděnice Mitsubishi Heavy Industries v Šimonoseki a druhá a čtvrtou loděnice Hitachi Zosen v Kanagawě. 
Jednotky třídy Mihaši:
| Jméno            | Založení kýlu     | Spuštěna        | Vstup do služby    | Status                                                        |
| ---------------- | ----------------- | --------------- | ------------------ | ------------------------------------------------------------- |
| Šinzan (PS-01)   | 16. prosince 1987 | 18. června 1988 | 9. září 1988       | vyřazena 28. ledna 2019, původní název jako Mihaši a Akijoši. |
| Saroma (PS-02)   | 12. prosince 1988 | 28. června 1989 | 24. listopadu 1989 | vyřazena 26. září 2022                                        |
| Inasa (PS-03)    | 18. května 1989   | 20. října 1989  | 31. ledna 1990     | vyřazena 19. června 2020                                      |
| Kirišima (PS-04) | 10. května 1989   | 18. ledna 1990  | 22. března 1991    | vyřazena 25. listopadu 2022                                   |

## Konstrukce
Plavidla mají trup ze slitin hliníku, Jsou vyzbrojena jedním rotačním 20mm kanónem JM61-RFS Sea Vulcan na přídi. Pohonný systém tvoří dva diesely Fuji-SEMT-Pielstick 16PA4V-200VGA, každý o výkonu 3500 hp a jeden diesel Fuji-SEMT-Pielstick 12PA4V-200VGA o výkonu 2400 hp, pohánějící dva lodní šrouby a jeden tryska vodni příslušně. Nejvyšší rychlost dosahuje 35 uzlů.